# David Manning (ambassadeur)

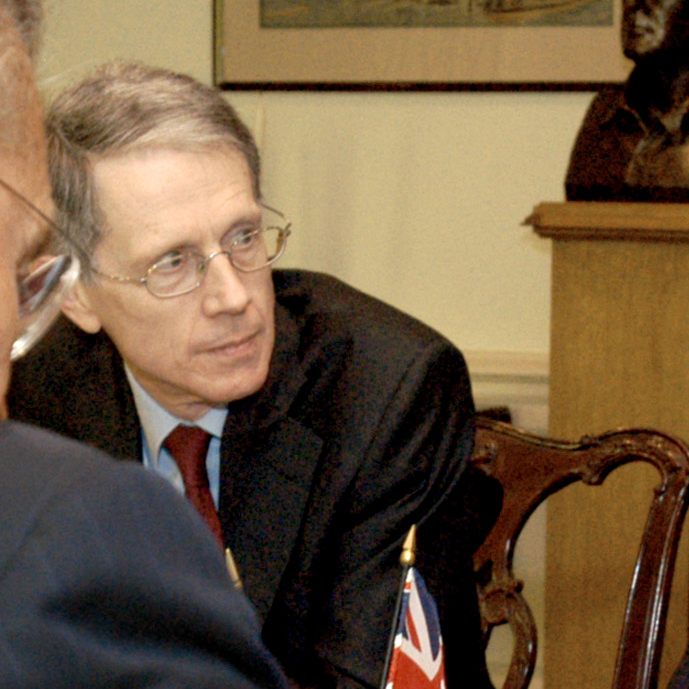
David Manning in 2005

Sir David Geoffrey Manning (5 december 1949) was van 2003 tot 2007 de Britse ambassadeur in Amerika. Daarvoor was hij onder meer ambassadeur in Israël (1995-1998).
Manning studeerde aan de Universiteit van Oxford. Van 2001 tot 2003 was hij buitenlands politiek adviseur van toenmalig premier Tony Blair. In die periode had hij veelvuldig contact met zijn Amerikaanse tegenhanger, de Nationale Veiligheidsadviseur Condoleezza Rice. Hij was de auteur van een geheim memo van een ontmoeting tussen president George W. Bush en Blair op 31 januari 2003, die aangaf dat de twee toen al hadden besloten Irak binnen te vallen, of inspecteurs van de Verenigde Naties nu wel of geen massavernietigingswapens zouden aantreffen, met of zonder een tweede VN-resolutie. Manning was bij deze bijeenkomst aanwezig en maakte aantekeningen: de memo, nu ook wel bekend als de Manning-memo, kwam later in handen van de New York Times. Later in 2003 werd hij ambassadeur in Amerika.
In 2009 werd bekend dat Manning gaat werken als onbetaald adviseur van Prins William en Prins Harry.